# Conferencia Económica del Imperio Británico
La Conferencia Económica del Imperio Británico (también conocida como la Conferencia Económica Imperial o la Conferencia de Ottawa) fue una conferencia que tuvo lugar en 1932, entre colonias británicas y los dominios autónomos, con el objetivo de discutir la Gran Depresión. Se llevó a cabo entre el 21 de julio y el 20 de agosto de 1932 en Ottawa.

## Historia
En la conferencia, el grupo admitió el fallo del patrón oro y abandonó los intentos de retornar a él. El encuentro también sirvió para establecer una zona de tarifas limitadas dentro del Imperio británico, pero con tarifas elevadas con el resto del mundo. Esto se conoció como «libre comercio imperial». Este abandono de libre comercio abierto provocó una ruptura en el gobierno británico.

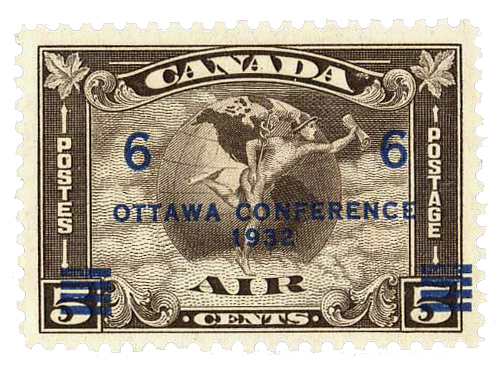
estampía conmemorativa de a conferencia de Ottawa

La conferencia destacó especialmente por la adopción de ideas keynesianas como disminuir las tasas de interés, incrementar la oferta de dinero y expandir el gasto público.
Lo que había sucedido fue que el Gobierno Británico, ante la grave crisis económica de los años 1929 y 1930, tomó la decisión de favorecer las importaciones desde los países del denominado Commonwealth: Canadá, Australia, Nueva Zelanda, Irlanda, Sudáfrica, y Rhodesia, y restringir la importación de productos de terceros países. Esto se convino en la Conferencia Imperial Económica en la ciudad de Ottawa durante los meses de julio y agosto del año 1932 y se conoce como el Pacto de Ottawa. A fines de ese año el gobierno Británico comunicó a la Argentina que ya no gozaba del libre acceso al mercado británico por haberse adoptado una nueva política. La República Argentina resultó uno de los principales perjudicados como resultado este tratado por dos razones: en primer lugar, al reducir la entrada de la producción argentina a Gran Bretaña se provocaría una caída importante de sus exportaciones pues una parte substancial de ellas estaba dirigida a ese mercado. En segundo lugar, como la principal fuente de recursos del Estado Nacional eran los derechos de aduana, esa caída del comercio exterior le quitaba recursos al erario público. Ante estos hechos, el gobierno de Agustín P. Justo envió a Inglaterra al vicepresidente Julio A. Roca (h) para reunirse con Runciman. Luego de arduas discusiones, se aprobó el tratado en abril de 1933. Al gobierno argentino se le garantizaba el acceso al mercado británico a cambio de concesiones en las tarifas aduaneras para la importación de productos británicos y cambio especial para la liquidación de divisas. Los argentinos aprobaron las condiciones británicas, quedando la distribución de la cuota de carne en manos de las empresas extranjeras y obteniendo los británicos una última concesión en materia de emisión de valores de cambio.